# Boboluszki

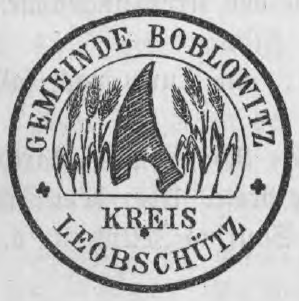
Historisches Siegel der Gemeinde

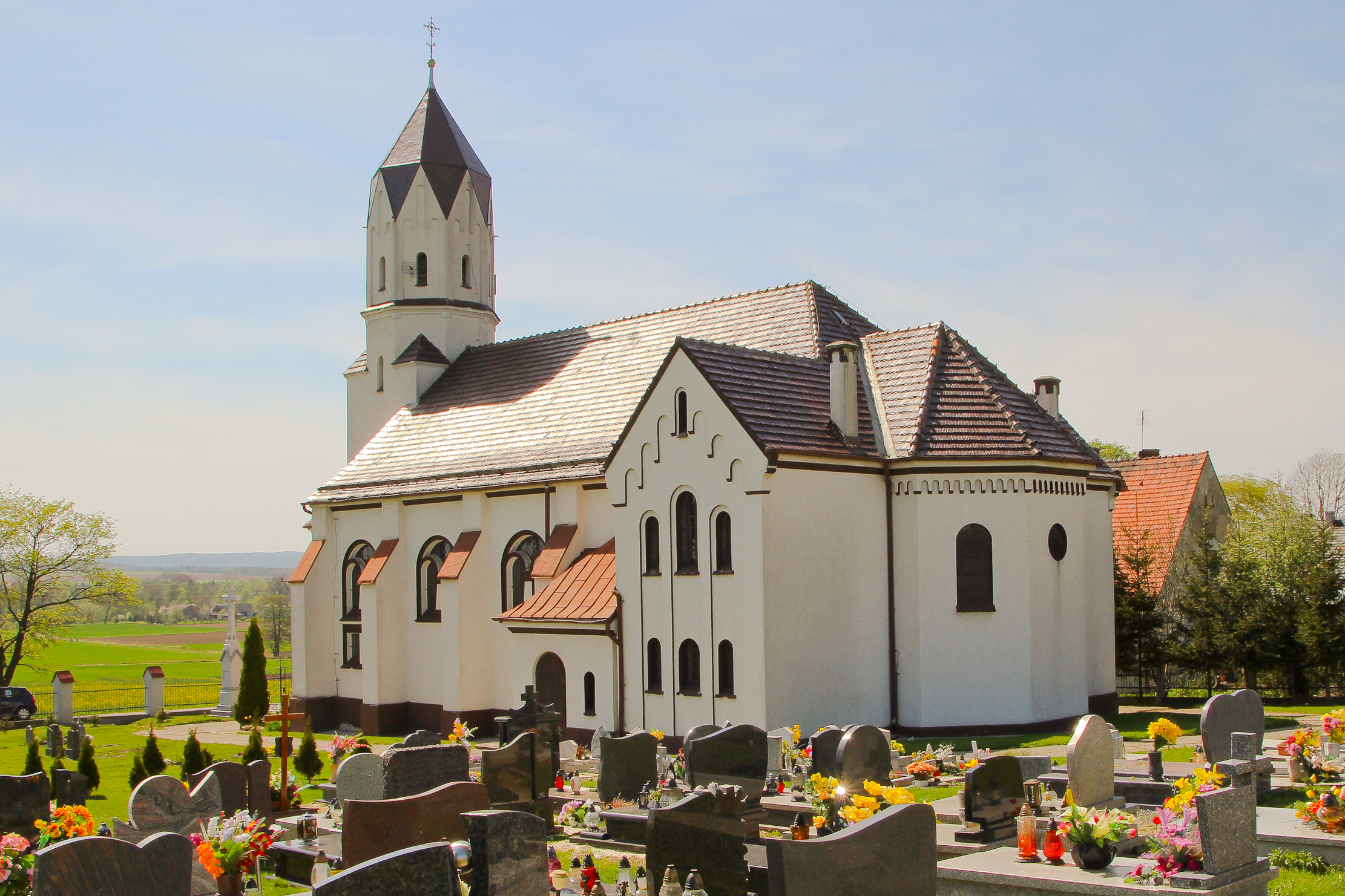
Hedwigskirche

Boboluszki (deutsch Boblowitz, 1936–1945 Hedwigsgrund, tschechisch Bobolušky) ist ein Ort in der Landgemeinde Branice im Powiat Głubczycki der Woiwodschaft Opole (Oppeln) in Polen.

## Geographie
Das Angerdorf Boboluszki liegt vier Kilometer südlich von Branice (Branitz), 22 Kilometer südlich von Głubczyce (Leobschütz) und 88 Kilometer südlich von Opole (Oppeln) in der Schlesischen Tiefebene an der tschechisch-polnischen Grenze, die von der Oppa gebildet wird.
Nachbarorte von Boboluszki sind Branice im Norden und Wysoka (Waissak) im Osten. Jenseits der Grenze zu Tschechien liegt im Südwesten  Skrochovice (Skrochowitz).

## Geschichte
„Boboluski“, das zunächst zum Herzogtum Troppau gehörte, wurde 1289 erstmals erwähnt. Bei der Teilung des Herzogtums Troppau 1377 wurde es als „Bobelusk“ dem Herzogtum Leobschütz eingegliedert. 1455 ist es in der Schreibweise Bobolusk und 1498 als Bobelusky belegt. Der Ortsname leitet sich vom Personennamen Bobola ab, was Sitz des Bobola bedeutet.
Nach dem Ersten Schlesischen Krieg 1742 fiel Boblowitz mit dem größten Teil Schlesiens an Preußen.
Nach der Neuorganisation der Provinz Schlesien gehörte die Landgemeinde Boblowitz ab 1816 zum Landkreis Leobschütz, mit dem es bis 1945 verbunden blieb. 1819 wurde eine katholische Schule eingerichtet. 1845 bestanden im Dorf ein Schloss, ein Vorwerk, eine katholische Schule, eine Wassermühle, eine Brennerei, eine Brauerei und 71 Häuser sowie 487 Einwohner, davon 33 evangelisch. 1861 zählte Boblowitz neun Bauern-, 16 Gärtner- und 36 Häuslerstellen. 1864 wurde im Ort eine neue Schule erbaut. 1874 wurde der Amtsbezirk Boblowitz gegründet, dem die Landgemeinden Boblowitz, Dirschkowitz, Waissak und Wehowitz sowie die Gutsbezirke Boblowitz und Waissak eingegliedert wurden. Erster Amtsvorsteher war der Rittergutsbesitzer Schmidt in Boblowitz. 1885 zählte Boblowitz 650 Einwohner.
Bei der Volksabstimmung in Oberschlesien am 20. März 1921 stimmten in Boblowitz 470 Personen für einen Verbleib bei Deutschland und zwei für Polen. Boblowitz verblieb wie der gesamte Stimmkreis Leobschütz beim Deutschen Reich. Im gleichen Jahr wurde das Dorf elektrifiziert. 1933 wurden 649 Einwohner gezählt. Am 12. Juni 1936 wurde der Ortsname in Hedwigsgrund umbenannt. 1939 zählte Hedwigsgrund 604 Einwohner. Im Zweiten Weltkrieg fielen 23 Soldaten aus Hedwigsgrund.
Als Folge des Zweiten Weltkriegs fiel Hedwigsgrund 1945 mit dem größten Teil Schlesiens an Polen. Nachfolgend wurde es durch die polnische Administration in Boboluszki umbenannt. Die einheimische deutsche Bevölkerung wurde, soweit sie nicht vorher geflohen war, vertrieben. Die neu angesiedelten Bewohner waren teilweise Zwangsumgesiedelte aus Ostpolen, das an die Sowjetunion gefallen war.
Von 1945 bis 1950 gehörte Boboluszki zur Woiwodschaft Schlesien, danach zur Woiwodschaft Opole. Seit 1999 zum  wiedergegründeten Powiat Głubczycki.

## Wappen
Vormalige Siegel und Stempel des Ortes zeigen eine Pflugschar zwischen jeweils drei Ähren auf beiden Seiten. Es deutet auf den landwirtschaftlichen Charakter des Ortes hin.

## Sehenswürdigkeiten

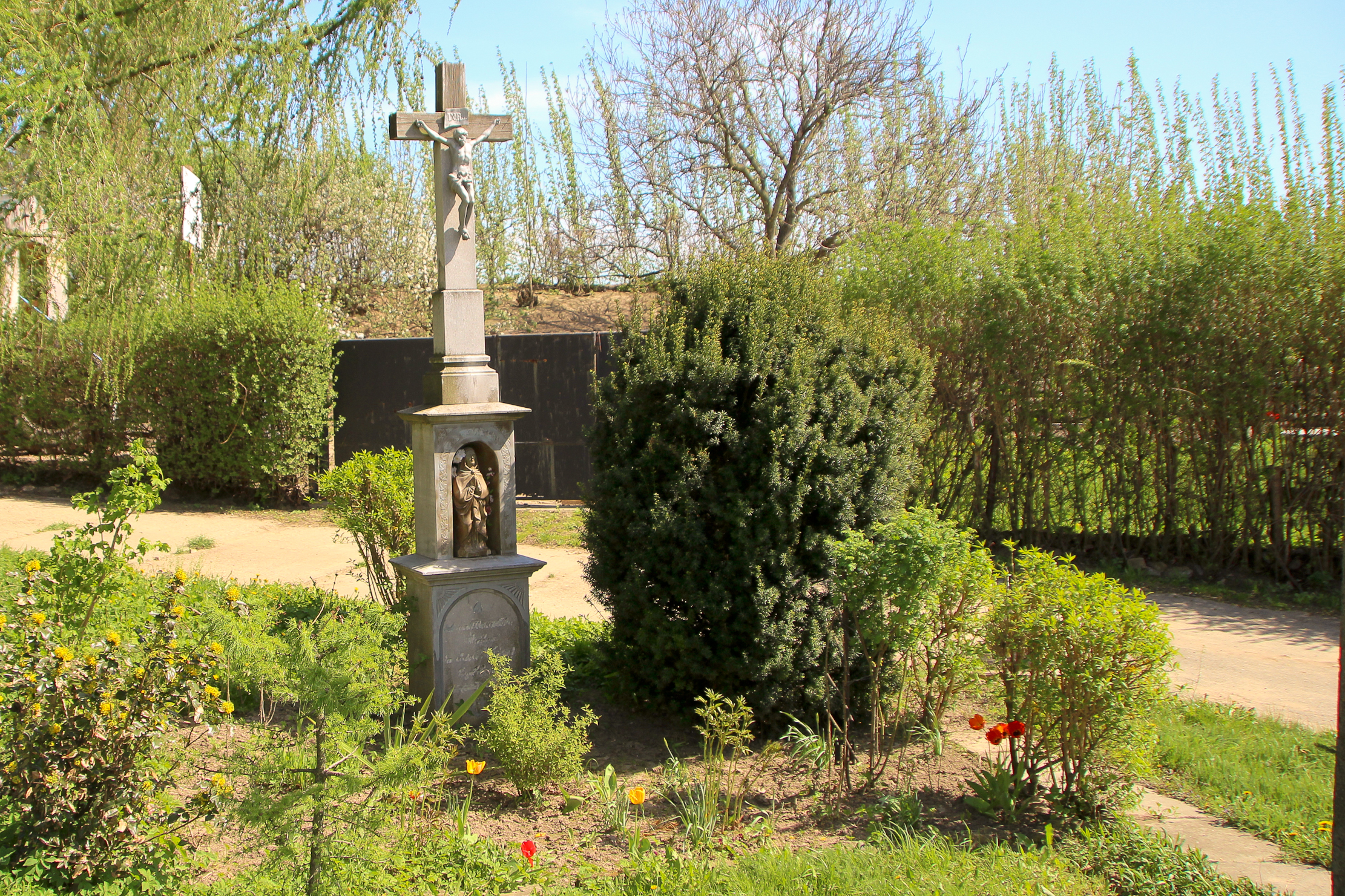
Wegekreuz

- Die römisch-katholische Hedwigskirche (Kościół św. Jadwigi) wurde 1914 bis 1916 errichtet.[8]
- Das Schloss Boblowitz (Dwór w Boboluszkach) wurde Mitte des 19. Jahrhunderts erbaut. Der zweigeschossige Bau beherbergt derzeit ein Kinderheim. Das Schloss steht seit 1966 unter Denkmalschutz.[9]
- Auf dem örtlichen Friedhof haben sich deutsche Grabmäler aus der Zeit vor 1945 erhalten.
- Steinerne Wegkreuze